# 36-й Венецианский кинофестиваль
36-й Венецианский международный кинофестиваль проходил в Венеции, Италия, с 25 августа по 5 сентября, 1979 года.
Фестиваль возродился после десятилетнего перерыва и постепенно вернул себе былой престиж. Уже в следующем 1980 году была восстановлена конкурсная программа с вручением ряда призов.

## Фильмы-участники
- Луна, режиссёр Бернардо Бертолуччи
- Поляна, режиссёр Витторио и Паоло Тавиани
- Операция «Чудовище», режиссёр Джилло Понтекорво
- Буржуазная драма, режиссёр Флорестано Ванчини
- Земные дни проходят, режиссёр Горан Паскалевич
- Солдаты, режиссёр Альфонсо Унгриа
- Присутствие, режиссёр Миклош Янчо
- Синема, режиссёр Лиана Элиава
- Осенний марафон, режиссёр Георгий Данелия
- Побег из Алькатраса, режиссёр Дон Сигел
- Маг из Люблина, режиссёр Менахем Голан
- Американские граффити 2, режиссёр Билл Л. Нортон
- Святой Джек, режиссёр Питер Богданович
- Странники, режиссёр Филип Кауфман
- Vereda Tropical, режиссёр Жоакин Педру ди Андради
- Anjeta José do Brasil, режиссёр Паулу Сесар Сарасени
- Funerailles à Bongo: le vieil Anaï, режиссёр Жан Руш
- Passe Montagne, режиссёр Жан-Франко Стевенин
- Удушение, режиссёр Канэто Синдо
- Il fiume, режиссёр Feisal Yasini
- Samba le grand, режиссёр Мустафа Алассан
- El Super, режиссёр Леон Ичасо и Орландо Хименес Леаль
- Essakkamat, режиссёр Салах Абусейф

## Награды
- Приз международной ассоциации кинокритиков (ФИПРЕССИ): Шапка, режиссёр Жан-Франсуа Стевенен и Нуба, режиссёр Асся Джеббар
- Премия итальянских журналистов за лучший фильм: Святой Джек, режиссёр Питер Богданович
- Приз за лучшую мужскую роль: Евгений Леонов — Осенний марафон
- Приз за лучшую женскую роль: Нобуко Отова — Удушение